# Caso Travis Walton

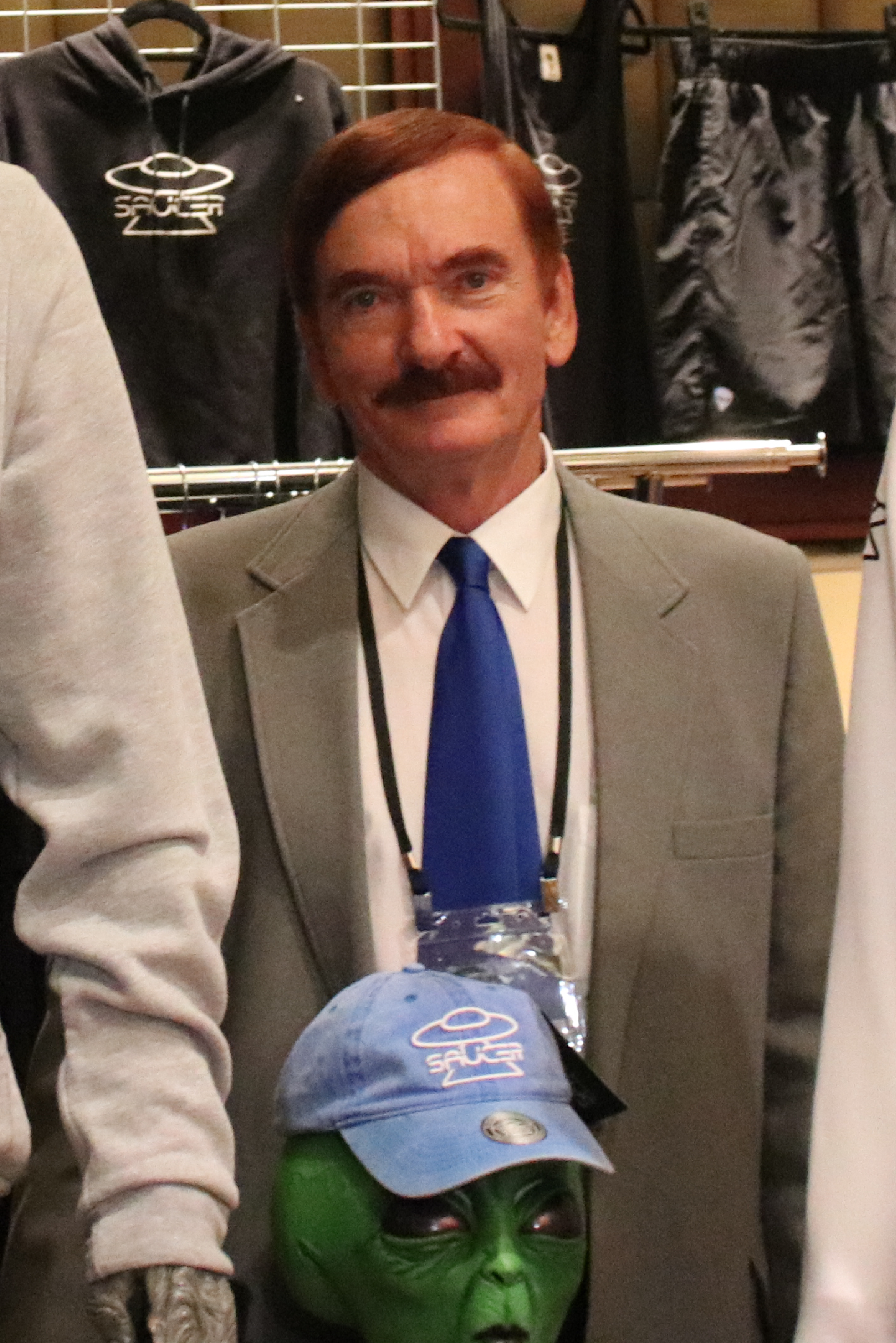
Travis Walton no Congresso Internacional de OVNIs de 2019 em Phoenix, Arizona

O incidente de OVNI de Travis Walton foi um suposto sequestro alienígena do trabalhador florestal americano Travis Walton por um OVNI em 5 de novembro de 1975, enquanto ele trabalhava nas Florestas Nacionais Apache-Sitgreaves perto de Snowflake, Arizona. Walton permaneceu desaparecido por cinco dias e seis horas. Após dias de busca com cães farejadores e helicópteros, Walton diz que reapareceu na beira de uma estrada perto de Heber, Arizona.  
O caso Walton recebeu grande publicidade e continua sendo uma das histórias de abduções alienígenas mais conhecidas, enquanto os céticos científicos consideram a estória uma farsa. 

## Reivindicações de abdução
De acordo com Walton e vários outros membros da equipe madeireira em que ele trabalhava, em 5 de novembro de 1975, ele estava trabalhando na Floresta Nacional Apache-Sitgreaves, perto de Snowflake, Arizona. Enquanto andava em um caminhão com seis de seus colegas de trabalho eles supostamente encontraram um objeto em forma de disco pairando sobre o solo a aproximadamente 34 metros de distância, fazendo um zumbido agudo. 
Walton afirma que depois que ele saiu do caminhão e se aproximou do objeto, um feixe de luz apareceu de repente da nave e o deixou inconsciente. Os outros seis homens ficaram assustados e supostamente foram embora. Walton afirmou que acordou em um quarto semelhante a um hospital, sendo observado por três criaturas baixas e carecas. Ele alegou que lutou com eles até que um humano usando um capacete levou Walton para outra sala, onde ele desmaiou, quando três outros humanos colocaram uma máscara de plástico transparente sobre seu rosto. Walton afirmou que não se lembra de mais nada até que se viu caminhando por uma estrada cinco dias depois, com o disco voador partindo acima dele.

## Repercussão
Nos dias que se seguiram à alegação de OVNI de Walton, o The National Enquirer concedeu a Walton e seus colegas de trabalho um prêmio de 5 mil dólares estadunidenses pelo "melhor caso de OVNI do ano" depois de terem passado nos testes de polígrafo administrados pelo Enquirer e pela Aerial Phenomena Research Organization (APRO). Walton, seu irmão mais velho e sua mãe foram descritos pelo xerife do condado de Navajo, Arizona como "estudantes de longa data de OVNIs". O ufólogo Jim Ledwith disse afirmou que “por cinco dias, as autoridades pensaram que ele havia sido assassinado por seus colegas de trabalho, e então ele foi devolvido. Todos os colegas de trabalho que estavam lá, que viram a espaçonave, todos fizeram testes de polígrafo e todos passaram, exceto um, e esse foi inconclusivo.”
Os céticos incluem a história como um exemplo de um embuste OVNI promovido por um circo midiático crédulo com a publicidade resultante explorada por Walton para ganhar dinheiro. O pesquisador de OVNIs Philip J. Klass, que concordou que a história de Walton era uma farsa perpetrada para ganho financeiro, identificou muitas discrepâncias nas contas de Walton e seus colegas de trabalho. Depois de investigar o caso Klass relatou que os testes do polígrafo foram "mal administrados", que Walton usou "contramedidas no polígrafo", como prender a respiração, e que Klass descobriu um teste anterior reprovado administrado por um examinador que concluiu que o caso era uma decepção.
O escritor científico e cético Michael Shermer criticou as afirmações de Walton, dizendo que "acho que o polígrafo não é um determinador confiável da verdade. Acho que Travis Walton não foi abduzido por alienígenas. Em ambos os casos, o poder de enganar e enganar a si mesmo é tudo o que temos. precisamos entender o que realmente aconteceu em 1975 e depois."A psicóloga cognitiva Susan Clancy propôs que Walton provavelmente foi influenciado pelo filme de televisão da NBC The UFO Incident, que foi ao ar duas semanas antes de sua alegada abdução e dramatizou as alegações de abdução alienígena de Betty e Barney Hill. 
A história de Walton compartilha a semelhança com outras alegações de abduções alienígenas que são feitas depois que essas histórias aparecem em filmes e na TV. Clancy observou o aumento geral nas alegações de abduções alienígenas após a exibição de The UFO Incident e cita as conclusões de Klass de que "depois de ver este filme, qualquer pessoa com um pouco de imaginação poderia se tornar uma celebridade instantânea", concluindo que "uma dessas celebridades instantâneas foi Travis Walton."
Em 1978 Walton escreveu o livro The Walton Experience detalhando suas afirmações, que se tornou a base para o filme Fire in the Sky, de 1993. A Paramount Pictures decidiu que o relato de Walton era "muito confuso e muito semelhante a outros encontros próximos televisionados", então eles ordenaram que a roteirista Tracy Tormé escrevesse uma história de abdução "mais chamativa e provocativa".Walton tem aparecido ocasionalmente em convenções de OVNIs ou na televisão. Ele patrocina sua própria conferência de OVNIs no Arizona chamada "Skyfire Summit".
Em 12 de março de 1993, no dia de lançamento de Fire in the Sky, Walton e Mike Rogers apareceram no programa da CNN Larry King Live, que também contou com Philip J. Klass.
Trinta anos após o lançamento do livro Walton apareceu no game show da Fox The Moment of Truth e foi perguntado se ele foi de fato abduzido por um OVNI em 5 de novembro de 1975, ao qual ele respondeu "sim", uma resposta que o show declarou falsa.Michael Shermer, que se sentou no painel do episódio, posteriormente escreveu sobre sua experiência. Ele destacou a falta de confiabilidade da poligrafia, comentou sobre seu uso neste caso e concluiu que "o poder do engano e do autoengano" é tudo o que é necessário para explicar este caso.